# Професійні хвороби
Професі́йні хворо́би — захворювання, у розвитку яких переважну роль відіграють несприятливі умови праці — професійні шкідливості. Характер професійних хвороб визначається особливостями механізму дії шкідливих виробничих факторів та їх поєднань на організм людини, а також сила і тривалість дії. Класифікація професійних хвороб побудована за етіологічним принципом з урахуванням шкідливого виробничого фактора, який спричинив розвиток хвороби.

## Історичні відомості
Відомості про дію шкідливих умов праці на здоров'я людини зустрічаються ще в єгипетських пам'ятках писемності, у працях давньогрецьких і римських вчених (Арістотеля, Гіппократа), а також середньовічних медиків — Георга Агріколи, Парацельса та інших. Про хвороби гірників написано, зокрема, у праці Георга Агріколи De Re Metallica (1556 рік).
Перший систематизований опис умов праці й окремих професійних хвороб здійснив професор Падуанського університету Бернардіно Рамацціні в книзі «Про хвороби ремісників» (1700 рік). Наукове узагальнення відомостей про вплив умов праці на здоров'я людини та фізичний розвиток працівників належить Ф. Ф. Ерісману (1877 рік).

## Класифікація
Розрізняють професійні хвороби від шкідливої дії:
- фізичних факторів — професійна туговухість, вібраційна хвороба, променева хвороба, кесонна хвороба, висотна хвороба тощо
- хімічних речовин — гострі й хронічні отруєння
- виробничого пилу — пневмоконіоз, бронхіт тощо
- фізичного перенапруження і травматизації — неврити, бурсити та тощо
- біологічних факторів — інфекційні та паразитарні хвороби (які часто не виокремлюють та відносять до інфекційних).

Серед професійних хвороб відомі хвороби, у патогенезі яких провідну роль відіграє алергічний механізм. У виникненні професійних хвороб велику роль відіграє також зниження опірності організму.

## Профілактика
Профілактика професійних хвороб полягає в систематичному поліпшенні умов праці та ліквідації шкідливо діючих факторів, зменшення їх дії до безпечного для здоров'я людини рівня тощо. З цією метою удосконалюють технологічні процеси, широко використовують санітарно-технічне обладнання, раціоналізують режим праці й відпочинку тощо. Вивченням патогенезу клінічних проявів і перебігу професійних хвороб, патогенетичним лікуванням, експертизою працездатності і реабілітацією захворілих займається професійна патологія (професійні хвороби) — клінічна дисципліна, яка відокремилась від загальної патології.